# ジェームズ・アヴェリー (俳優)
ジェームズ・アヴェリー（James Avery、1945年11月27日 - 2013年12月31日）は、アメリカの俳優。

## 出演作品
- コール・ミー・クレイジー　５つの処方箋
- 続ハリーズ・ロー　裏通り法律事務所
- グレイズ・アナトミー8
- 弁護士イーライのふしぎな日常 シーズン1
- クローザー 第3シーズン
- クローザー 第2シーズン
- シャッフル
- クローザー 第１シーズン
- NYPD BLUE　～ニューヨーク市警15分署 シーズン12
- チャームド～魔女３姉妹 シーズン7
- おてんば探偵ナンシー・ドリュー
- オデッセイ２００１
- ドクター・ドリトル2
- ふたりの男とひとりの女 シーズン4
- ＣＳＩ：　科学捜査班
- ＴＶショウ／夢と野望の間で
- マグナム
- アブダクション／複合生命体
- ユー・ラッキー・ドッグ／名犬ラッキーは大富豪？
- マーダー・ワン シーズン1
- ゆかいなブレディー家／我が家がイチバン
- テロリスト・タワー
- ニューヨーク恋泥棒
- ミラクルマスター II／Ｌ.Ａ.時空大戦
- ハートビートで追いかけて
- デーモン・ギャラクシー／魔女伝説
- タイムソルジャー／時の侵入者
- 特捜１９９９／コンドル
- サンデー・ドライブ／Ｗｈａｔ'ｓ　ハプニング？
- キング・オブ・フォレスト／超能力殺人鬼
- ドタバタ映画狂病院